# Sankta Maria II
Die Sankta Maria II ist eine elektrisch betriebene Fähre auf der Mosel zwischen dem luxemburgischen Ortsteil Wasserbillig von Mertert und der deutschen Gemeinde Oberbillig am Mosel-km 206. Der Fluss hat dort eine Breite von circa 100 Meter. Die Fähre ersetzt seit November 2017 die alte Fähre Sankta Maria, die jährlich etwa 14.000 Liter Dieselkraftstoff verbrauchte.

## Konstruktion
Die Fähre hat eine Rumpflänge von 17 Metern und ist 8,60 Meter breit. Die Auffahrklappen sind jeweils 5,50 Meter lang. Die Tragfähigkeit ist mit 25 Tonnen angegeben. Das Deck ist für sechs Personenwagen auf 2 Fahrspuren je 2,5 Meter Breite, sowie 45 Personen und 25 Fahrräder ausgelegt. Der Antrieb erfolgt mit vier elektrisch angetriebenen Ruderpropellern je 20 kW (27 PS). Der zum Antrieb benötigte Strom kommt aus den Fahrakkus, die über Nacht mit Landstrom (ca. 6 Stunden Ladezeit) aufgeladen werden. Die Batteriekapazität ist ausgelegt für 13 Stunden Fährbetrieb + weitere 13 Stunden als Sicherheit.
Die an Bord verbauten 15 Solarmodule (je 360 Wp, zusammen 5,4 kWp) erzeugen ausschließlich Strom für den zweiten (getrennten) Stromkreis, der für Beleuchtung, Funk, Klimaanlage etc. benötigt wird. Während der Bauzeit konnten deutlich bessere Akkus als geplant verbaut werden, wodurch nun 2 unabhängige Batterieblocks aus je 12 Lithium-Polymerbatterien je 10,5 kWh zur Verfügung stehen. Die Haltbarkeit der Fahrakkus wird mit ca. 5.000 Ladezyklen angegeben was ca. 12 Jahren entspricht.

## Transport zur Mosel
Nach sechs Monaten Bauzeit wurde die Fähre am 20. Oktober 2017 mit einem Kran in Stralsund zu Wasser gelassen. Vom 20. bis 28. Oktober fanden Probefahrten auf dem Strelasund statt. Danach wurde das Schiff auf einen Schubleichter verladen und nach Mertert transportiert. Der Transport ging über den Oder-Havel-Kanal, die Untere Havel-Wasserstraße, den Elbe-Havel-Kanal, den Mittellandkanal, den Dortmund-Ems-Kanal, den Rhein-Herne-Kanal und die Ruhr bis an den Rhein (Ruhrmündung bei Duisburg).
Von dort ging es dann weiter rheinaufwärts bis nach Koblenz, dort in die Mosel und weiter bis nach Mertert, wo die Sankta Maria II ausgeladen und zu Wasser gelassen wurde. Von dort bis nach Oberbillig fuhr die Fähre auf eigenem Kiel. Am 25. November 2017 wurde die Fähre in Oberbillig vom Erbgroßherzog Guillaume von Luxemburg getauft.

## Betrieb
Im Zeitraum 1. Januar bis 30. Oktober 2018 wurden mit der Fähre 61.000 PKW-Überfahrten und 145.000 Personenüberfahrten durchgeführt.